# Atraso de transmissão

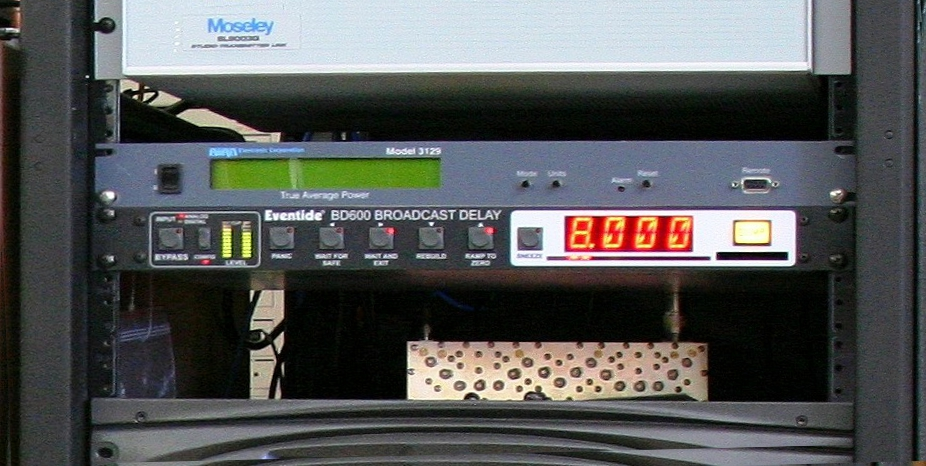
Um atraso digital Eventide (definido para oito segundos).

Em rádio e televisão, atraso de transmissão é um atraso intencional de materiais ao vivo, geralmente de sete segundos, para evitar erros ou transmissão de conteúdo inapropriado. Também podem ser introduzidos atrasos prolongados que durarão várias horas para que o material seja transmitido em um horário programado posterior (como horário nobre) para maximizar a audiência. Foi implementado pela primeira vez pela rede WSAN em 1952.